# Jänissaari (ö i Finland, Mellersta Finland, Keuruu)
Jänissaari är en ö i Finland. Den ligger i sjön Keurusselkä och i kommunen Keuru och landskapet Mellersta Finland, i den södra delen av landet, 230 km norr om huvudstaden Helsingfors. Öns area är 0,7 hektar och dess största längd är 120 meter i öst-västlig riktning. Ön, som är naturreservat, ligger strax väster om Keuru centralort, synlig från stora vägen västerut.